# The HAARP Machine
The HAARP Machine ist eine multinationale Band um den in London wohnhaften Musiker Abdullah Al Mu’min, welche ursprünglich unter dem Namen HAARP gegründet wurde. Sie verbindet Elemente des Progressive Metal mit fernöstlichen Klängen und wird der Djent-Bewegung zugeschrieben.
Der Name leitet sich von dem US-amerikanischen Forschungsprojekt HAARP (für High Frequency Active Auroral Research Program) ab.

## Geschichte
Im Jahre 2007 gründete der Musiker Abdullah Al Mu’min das Solo-Projekt HAARP. Nach mehreren Demoaufnahmen zwischen den Jahren 2007 und 2009 kontaktierte er im Herbst 2009 den Schlagzeuger Dan Foord der ein Jahr zuvor aufgelösten Band SikTh, der sich bereit erklärte, die Schlagzeug-Parts für Al Mu’mins Lieder zu schreiben. Jedoch konnte dieser der Band nicht als Vollzeit-Mitglied beitreten, weshalb sich Al Mu’min kurz darauf mit dem Schlagzeuger Craig Reynolds in Verbindung setzte, der die Schlagzeug-Parts von Dan Foord noch einmal vollständig neu schrieb und, nachdem sich seine vorherige Band Viatrophy aufgelöst hatte, als vollständiges Mitglied der Band hinzustieß.
Nachdem Al Mu’min den Namen seiner Band in The HAARP Machine änderte, damit es nicht zu Verwechslungen mit einer gleichnamigen Band aus den USA kam, unterschrieb die Band im Frühling 2011 einen Plattenvertrag bei dem US-amerikanischen Plattenlabel Sumerian Records. Zudem stießen der Bassist Oliver Rooney und der Sänger Dom Sobkowicz der Band hinzu, wobei Letzterer noch Ende desselben Jahres die Band wieder verließ. Daraufhin stellte die Band eine Instrumental-Version des Liedes The Escapist Notion zum kostenlosen Download ins Internet, welches Interessenten mit ihrem Gesang hinterlegen und sich damit bei der Band bewerben konnten.
Nachdem es ein Jahr lang still um die Band geworden war, verkündete sie, dass Michael Semesky neuer Sänger der Band ist. Zudem wurde Alex Rüdinger, Schlagzeuger von The Faceless, als neues Bandmitglied vorgestellt, was viele Fans verwunderte, da erst zu diesem Zeitpunkt bekannt wurde, dass Craig Reynolds bereits im Juli 2012 die Band verlassen hatte. Mitte Oktober veröffentlichte die Band anschließend ihr Debütalbum mit dem Namen Disclosure, nachdem die Band bereits einen Monat zuvor die Single Pleiadian Keys herausgebracht hatte. Anschließend tourte die Band an der Seite von The Faceless und Revocation das erste Mal durch die USA. Ende Januar 2013 verließen Michael Semesky, Oliver Rooney und Alex Rüdinger aus persönlichen Differenzen mit Abdullah Al Mu’min die Band und widmeten sich fortan ihren anderen Projekten. Infolgedessen wurde im Februar bekannt gegeben, dass der Sänger Chris Barretto und der Gitarrist Nicholas Llerandi von der Band Ever Forthright, sowie der Schlagzeuger John Gillen der Band beigetreten waren. Anschließend trat die Band zwischen Februar und April auf ihrer ersten Tour durch Europa neben Monuments,  After the Burial und Born of Osiris auf, was durch die Umstände erschwert wurde, dass die neuen Mitglieder nur zwei Wochen Zeit hatten, um die neuen Lieder einzustudieren.

## Diskografie

### Alben
- 2012: Disclosure (Sumerian Records)

### Singles
- 2012: Pleiadian Keys (Sumerian Records)